# John Maloof
John Maloof ist ein amerikanischer Filmemacher, Fotograf und Buchautor, der bei der Oscarverleihung 2015 zusammen mit Charlie Siskel für den Oscar in der Kategorie Bester Dokumentarfilm für seine Arbeit bei Finding Vivian Maier nominiert war. Er und Siskel waren mit diesem Film ebenfalls für einen British Academy Film Award in der Kategorie Bester Dokumentarfilm nominiert. Maloof arbeitete seit 2005 als Immobilienmakler in Chicago. Er begann sich für die Stadtgeschichte zu interessieren und wurde Vorsitzender des lokalen Geschichtsvereins. 2007 stieß er während der Recherchen zu seinem Buch Portage Park zufällig auf das Werk der Fotografin Vivian Maier, die in den 1950er und 1960er Jahren eine große Zahl von Straßenfotografien gemacht hatte. Maloof kuratiert seitdem Maiers Werk. Er hat auch eine Reihe von Büchern über die Fotografin herausgegeben.

## Bibliographie
- mit Daniel Pogorzelski: Portage Park (Images of America). Arcadia Publishing, 2008, ISBN 978-0738552293.
- (Hrsg.): Vivian Maier: Street Photographer. powerHouse, Brooklyn, NY 2011. ISBN 978-1-57687-577-3. (Mit einer Einleitung von Maloof und einem Vorwort von Geoff Dyer.)
- (Hrsg.): Vivian Maier: Self-Portraits. powerHouse, Brooklyn, NY 2013. ISBN 978-1-57687-662-6.
- (Hrsg.), Marvin Heiferman, Howard Greenberg: Vivian Maier: A Photographer Found. Harper Design, London 2014, ISBN 978-0-06230553-4.